# ИТ-1
ИТ-1 или  «Дракон» («Истребитель танков — 1», «Объект 150») — советский ракетный танк, принятый на вооружение в 1968 году. 
Является первым и единственным принятым на вооружение «чистым» ракетным танком, основным вооружением которого являются ракеты, а пушка отсутствует. ИТ-1 построен на базе основного и среднего танка Т-62. ИТ-1 стрелял специально спроектированными противотанковыми ракетами 3М7 или «Дракон» из смонтированной на башне установки. Был принят на вооружение ВС Союза СССР в 1968 году, снят с вооружения в 1972 — 1974 годах. Главным конструктором ИТ-1 является Л. Н. Карцев.

## История разработки
Ракетный танк «Объект 150» начал проектироваться в КБ УВЗ с 1957 года на базе узлов и агрегатов основного и среднего танка Т-62. ОКБ-16, руководимое А. Э. Нудельманом, вело разработку ракетного вооружения. А. А. Расплетин, руководитель КБ-1 Госкомитета радиоэлектронной промышленности, был приглашен в качестве консультанта по системе управления. В дальнейшем этому коллективу совместно с ЦКБ-14 поручили работу по созданию всего комплекса. Эскизный проект ракетного танка подготовил завод № 183 в 1958 году первоначально на базе основного и среднего танка Т-54, но затем проект скорректировали, приняв в качестве базы основной и средний танк Т-62. В апреле 1964 года были проведены тесты, в которых испытывали два прототипа ИТ-1.
22 июля 1960 года на полигоне Капустин Яр состоялся показ передовых разработок в сфере вооружения и военной техники руководству страны во главе с председателем Совета Министров СССР Н. С. Хрущёвым. По «объекту 150» с докладом перед высшим руководством выступил заместитель начальника бронетанкового полигона полковник И. К. Кобраков. Главный конструктор Л. Н. Карцев присутствовал рядом. На тот момент, конструкция танка и пускового устройства отвечали следующим требованиям: Боекомплект находился в прямоугольной укладке, пусковая установка в походном положении находилась внутри башни, выдвигалась наружу с ракетой на направляющей, после чего крылья ракеты выпрямлялись и фиксировались, ракета была готова к пуску.
Н. С. Хрущёв, проконсультировавшись со своими советниками по ракетному оружию, требовал от конструкторов, чтобы они создали противотанковый управляемый реактивный снаряд для запуска не с направляющей снаружи башни, а из танковой пушки, оперение которого выпрямлялось бы уже в полёте, а боекомплект расположить непосредственно в башне, в зафиксированном магазине барабанного типа с автоматизированной подачей (логика посоветовавших это Хрущёву заключалась в том, чтобы увеличить начальную скорость снаряда, за счёт чего придать ему большую устойчивость и сократить время на перезаряжание, поскольку барабанный магазин обладал целым рядом преимуществ в плане упрощения работы автоматики системы заряжания). На это Карцев возразил, что имеющиеся технологии не позволяют сделать выпрямляющееся оперение без ущерба для управляемости ракеты, по его словам, она бы упала сходу после вылета. Кроме того, это потребовало бы полной переработки всей системы управления огнём и устройства башни, а барабан внутри обитаемого пространства танка создавал неудобства для экипажа, поскольку для наводчика-оператора не оставалось свободного места в башне существующего размера. Присутствовавший в ходе показа главный конструктор ОКБ-52 В. Н. Челомей обязался предоставить в распоряжение коллег из ЦКБ-14 имеющиеся наработки по складывающемуся-выпрямляющемуся в полёте оперению ракет. Тем не менее, Хрущёв в итоге всё же одобрил проект в том виде, в котором он был ему представлен без необходимости переработки, и поздравил Карцева с успешно выполненным заданием партии и правительства.
Впоследствии, 14 сентября 1964 года во время показа боевых возможностей комплекса «Дракон» высшему руководству страны, офицер полигона Г. Б. Пастернак, принимавший активное участие в отработке системы управления и лучше других испытателей освоивший перспективный комплекс (долгое время он был единственным, кто мог эффективно стрелять танковой ракетой), с ходу тремя ракетами с дистанции 3 тыс. метров поразил одну за другой три движущиеся танковые мишени. Видевший всё это Хрущёв тут же сделал вывод о том, что если танки с такой лёгкостью поражаются ракетами, то в них нет практической потребности, что он повторил на следующий день, 15 сентября, выступая в Кремле: «Вчера я видел, как эффективно уничтожаются танки уже на подходах. При наличии таких противотанковых ракет танки оказываются ненужными!». Однако, сами же конструктора, в первую очередь Л. Н. Карцев, зная реальные боевые возможности комплекса, гораздо более скептически относились к перспективам замещения обыкновенных танков ракетными. Отстранение Хрущёва от власти воспрепятствовало реализации планов по полномасштабной постановке указанных образцов боевой техники на вооружение, а работа над ИТ, как и над другими ракетными танками и самоходными ПТРК-истребителями танков, была в значительной степени приостановлена и продолжалась гораздо более медленными темпами (в итоге было выпущено менее двухсот машин, которые не приняли участия в вооружённых конфликтах).
До конца 1964 года было сделано 94 испытательных пуска ракетами «Дракон». Этап проектирования был закончен в 1965 году.

## Описание
Экипаж ИТ-1 составляли три человека: механик-водитель, оператор-стрелок и командир танка. Сам танк имел сварной корпус, заимствованный у серийного танка Т-62. Башня — литая, полусферической приплюснутой формы, с выдвижной установкой комплекса ракетного управляемого вооружения 2К4 «Дракон» и механизмом заряжания, в котором помещалось 12 управляемых ракет ЗМ7. Ещё три ракеты располагались в немеханизированной боеукладке. В качестве вспомогательного вооружения на ИТ-1 устанавливался 7,62-мм пулемет ПКТ с боекомплектом 2000 патронов. Башня имела электрический и ручной механизмы поворота.
В комплекс ракетного управляемого вооружения входили противотанковые управляемые ракеты, система заряжания и пуска, дневной и ночной прицелы, стабилизатор 2ЭЗ, станции наведения и управления. Управление ракетой — радиокомандное, полуавтоматическое, на любой комбинации из семи частот и двух кодов, что позволяло одновременно вести стрельбу из нескольких истребителей танков. Эффективность поражения цели: с первого-второго выстрела.
Заряжание пусковой установки автоматическое. Автоматика приводилась в действие нажатием кнопки на дневном прицеле. Люлька пускового устройства совместно с полем зрения дневного и ночного прицелов, антенной, пулеметом ПКТ и осветителем ночного прицела стабилизировалась в вертикальной плоскости, а башня — в горизонтальной.
Перед пуском ракеты определялась дальность до цели и эта характеристика вводилась в прицел. Оператор, удерживая перекрестие на цели, нажимал кнопку пуска. Направление схода ракеты отличалось от линии прицеливания в вертикальной плоскости на 3°20', в горизонтальной — с учётом скорости ветра. После схода ракеты ПУ автоматически убиралась внутрь башни. Одновременно снималось упреждение, учитывавшее ветер, и башня поворачивалась в направлении цели. В момент пуска перед входным окном прицела автоматически в течение 1,5 с устанавливалась воздушная завеса (во время испытаний в 1965 году, когда ракета стала сходить с пусковой установки, газы из её сопел подняли с носа корпуса танка снег, который запорошил входное окно прицела, в результате чего управление ракетой стало невозможным). Первые 0,5 сек ракета летела неуправляемой. За это время боковая составляющая ветра (из-за парусности оперения ракеты) и сила тяжести ракеты выводили её на линию прицеливания. С этого момента координаты летящей ракеты определялись автоматически, вырабатывались зашифрованные радиокоманды и излучались в направлении ракеты, на которой они принимались, расшифровывались и подавались на рули поворота. Определение координат положения ракеты относительно линии прицеливания производилось с помощью светового пятна от трассёра, проектировавшегося по оптической системе прицела на фотокатоды, что вызывало появление электрических импульсов, необходимых для выработки радиокоманд в системе управления ракетой.
Через 25,5 сек после схода ракеты система возвращалась в исходное положение и можно было произвести очередные заряжание и пуск. Дальность стрельбы днём колебалась в пределах от 300 до 3300 м, ночью — от 400 до 600 м. Бронепробиваемость под углом 60° составляла 250 мм.
Боевая масса танка составляла 34,5 тонны.
На вооружении Советской Армии ИТ-1 состоял три года. По замыслу военных, отдельными батальонами истребителей танков должны были комплектоваться мотострелковые дивизии, разворачиваемые на танкоопасных направлениях. Было сформировано всего два таких батальона: один — в Белорусском, а другой — в Прикарпатском военных округах. 
В процессе испытаний и эксплуатации ракетный комплекс показал высокую надёжность — до 96,7 %. Однако его конструктивные недостатки: большие габариты и масса, устаревшая элементная база, большая мёртвая зона, отсутствие танковой пушки и т. д. послужили причиной снятия ИТ-1 с вооружения. В боевых действиях эти машины не участвовали и на экспорт не поставлялись. После снятия с вооружения они переделывались в тягачи БТС-4В.
| Направляющая блок аппаратуры наведения {{{text}}} ЗИП | люк оператора командирский люк |
| Башня ИТ-1 крупным планом, вид спереди и сзади.       |                                |

## Массовая культура
- ИТ-1 представлен в многопользовательском, танковом, аркадном шутере Tanktastic, выпущенном для платформ Android и IOS.
- ИТ-1 представлен в многопользовательском шутере с элементами симулятора War Thunder
- ИТ-1 представлен в мобильной игре War Thunder Mobile на 8 уровне во взводе Т-55А и открывается при достижении 10 уровня танковой компании
- [1]